# Étienne d'Aumale
Étienne d'Aumale (avant 1070 – vers 1127), fut comte d'Aumale sous les règnes des ducs de Normandie Robert Courteheuse et Henri Ier Beauclerc.

## Biographie
Il est le fils d'Eudes III de Champagne, comte de Troyes et de Meaux d'environ 1048 à 1063-65, et d'Adélaïde de Normandie († vers 1090), comtesse d'Aumale, et demi-sœur de Guillaume le Conquérant.
Après la mort de sa mère (vers 1090), Étienne acquiert le comté d'Aumale, mais peut-être au terme d'une querelle de succession avec sa demi-sœur Adélaïde II. Très rapidement, il choisit de soutenir le roi d'Angleterre, Guillaume le Roux, dans le conflit qui l'oppose à son propre frère, le duc de Normandie, Robert Courteheuse (Étienne, Guillaume, Robert et leur frère Henri sont cousins germains puisqu'ils sont les petits-fils de Robert le Magnifique). Le roi d'Angleterre lui rend bien en finançant la construction d'un château que le comte fait ériger sur la Bresle.
En 1095, un complot mené par son père Eudes, Robert de Montbray et Guillaume, comte d'Eu, a pour but d'installer Étienne sur le trône d'Angleterre à la place de Guillaume le Roux. Le roi déjoue la conspiration et lui confisque la baronnie d'Holderness. Il préfère quitter l'Angleterre tandis que son père Eudes est possiblement emprisonné. Arrivé en Normandie, le comte d'Aumale porte sa fidélité au duc Robert Courteheuse. Ils partent tous deux à la première croisade en 1096.
En 1100, Guillaume le Roux meurt accidentellement. Son frère cadet Henri Ier Beauclerc lui succède. En 1102, le nouveau roi se concilie Étienne en lui donnant l'honneur d'Holderness (Yorkshire) qui avaient appartenu à son père Eudes puis à Arnoul de Montgommery. Quand en 1104, Henri débarque en Normandie pour menacer Robert Courteheuse, le comte d'Aumale l'accueille avec enthousiasme. En 1106, fort du soutien d'Étienne et d'autres barons normands, il renverse Robert et devient à son tour duc de Normandie.
Toutefois, en 1118, Étienne se joint à la grande rébellion de plusieurs barons normands contre Henri. Les rebelles entendent placer sur le trône Guillaume Cliton, le fils de Courteheuse. Étienne fortifie ses châteaux puis, avec Hugues de Gournay, s'établit sur les hauteurs de Rouen en attendant la venue de Guillaume Cliton avec une armée française. Henri réagit vite et oblige le comte à retourner à Aumale. Étienne accueille dans sa capitale le jeune Baudouin, comte de Flandre blessé devant Bures-en-Bray en combattant contre les fidèles du roi d'Angleterre. En 1119, les barons révoltés se soumettent un à un à Henri mais Étienne continue la résistance, jusqu'au moment où le duc-roi rassemble une armée, se dirige vers le comté et construit un château à Vieux-Rouen-sur-Bresle à huit kilomètres d'Aumale. Ce fait décide Étienne à se soumettre, mais il n'est pas sanctionné.

## Famille et descendance
Il épouse Hawise, fille de Ralph de Mortimer, lord de Wigmore, et de Mélisende. Ils eurent pour enfants :
- Guillaume le Gros († 1179), comte d'Aumale ;
- Étienne, cité en 1150 ;
- Enguerrand ou Ingelram, cité en 1150 ;
- une fille non nommée, épouse de Richard de Gerberoy ;
- Adèle, épouse de Robert (II) Bertrand, seigneur de Briquebec ; puis de Ingelger de Bohun ;
- Mathilde (ou Béatrix), épouse de Gérard de Picquigny (ou Pinkeny), vidame d'Amiens ;
- Agnès, mariée à Adam de Bruce, seigneur de Skelton, fils de Robert de Bruce, puis à Guillaume II de Roumare († 1151), fils de Guillaume de Roumare.

## Sources
- Comtes d'Aumale.
- Orderic Vital, Histoire de Normandie, éd. Guizot, tome 3 et 4, 1825 et 1826 (traduction française de Historia ecclesiastica terminée vers 1142).
- Judith Green, Henry I. King of England and Duke of Normandy, Cambridge University Press, 2006.